# Fyksesund

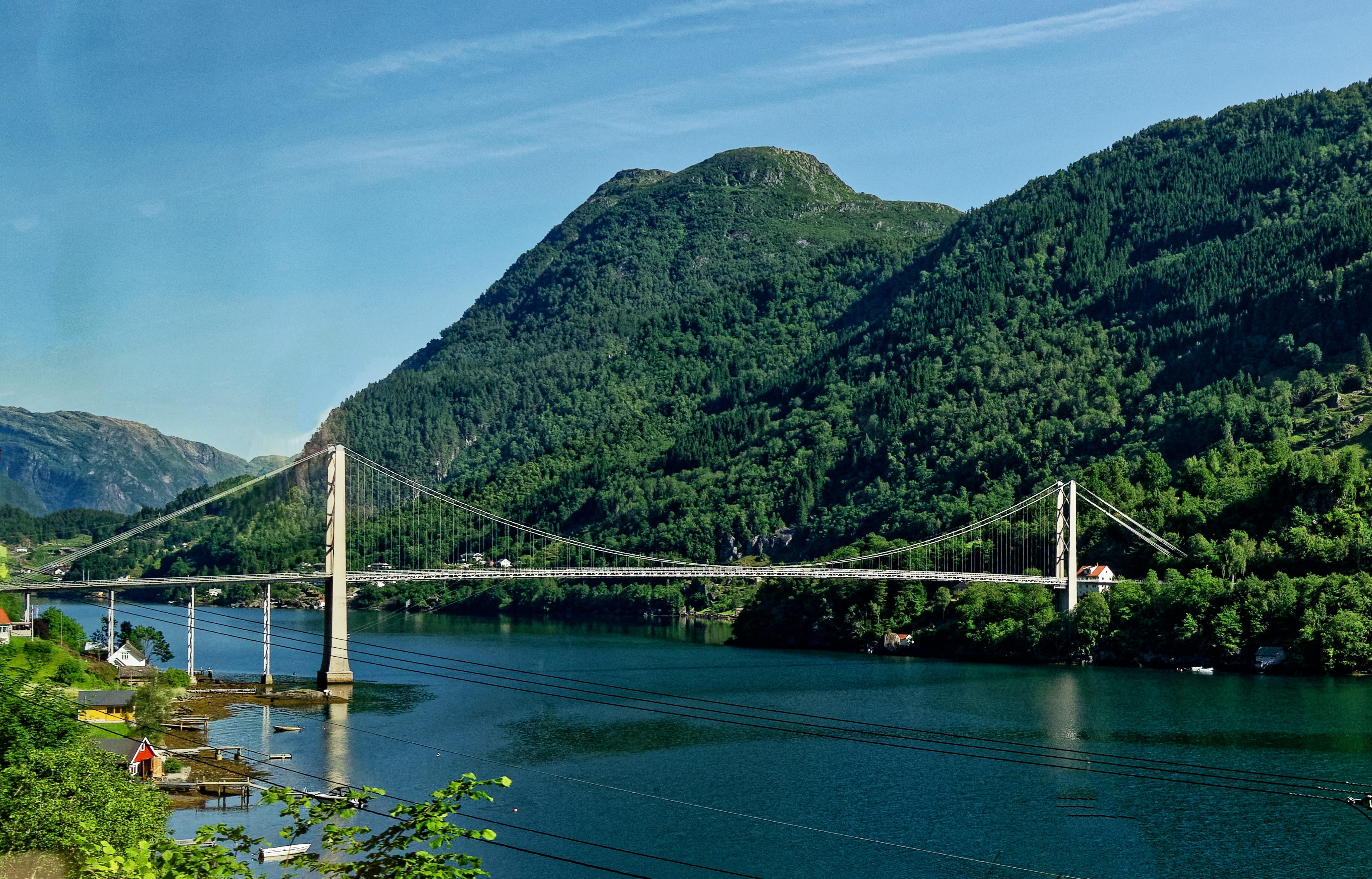
Die Fykesund Brücke

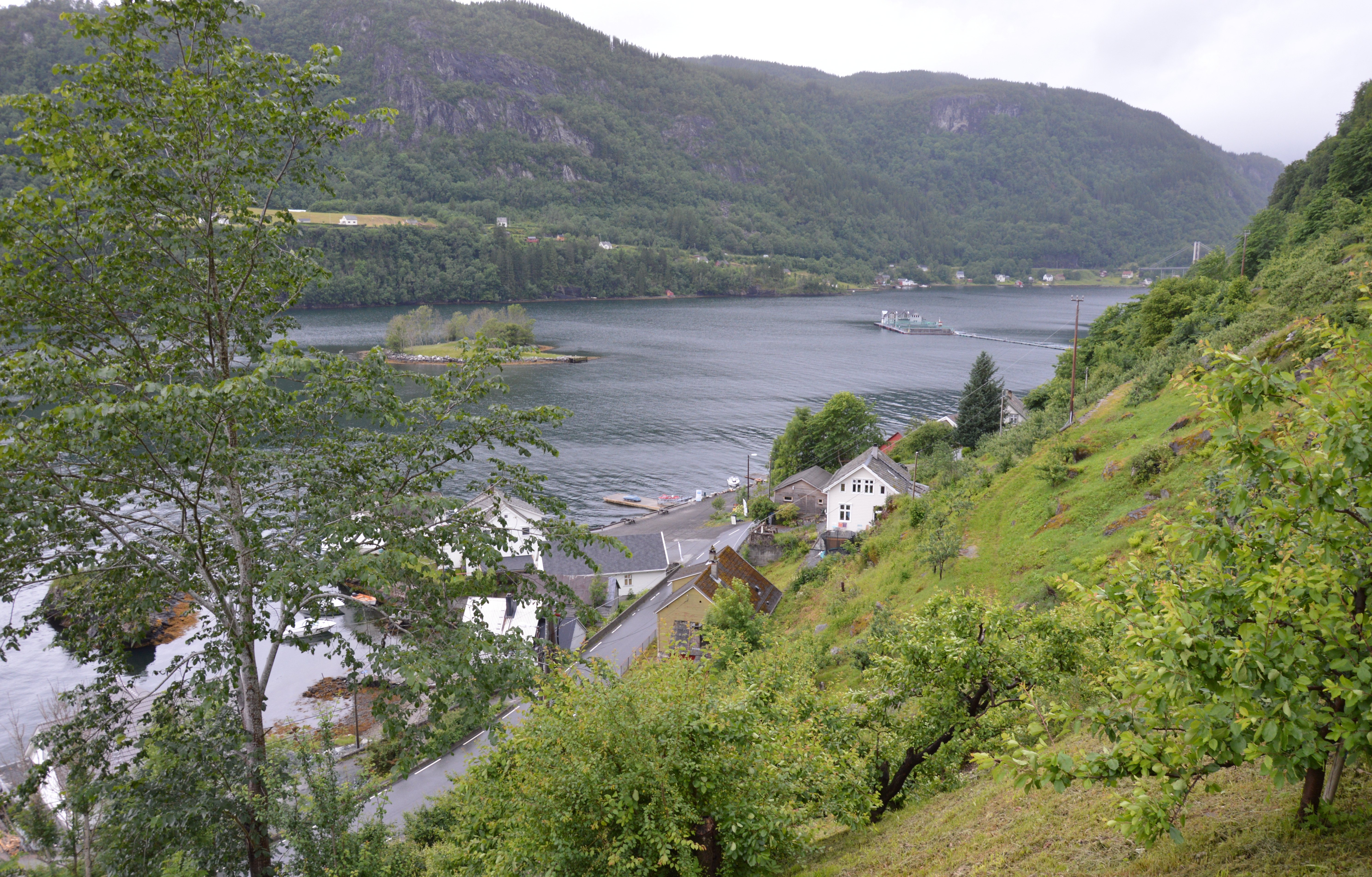
Fyksesund, Blick von Steinstø nach Norden

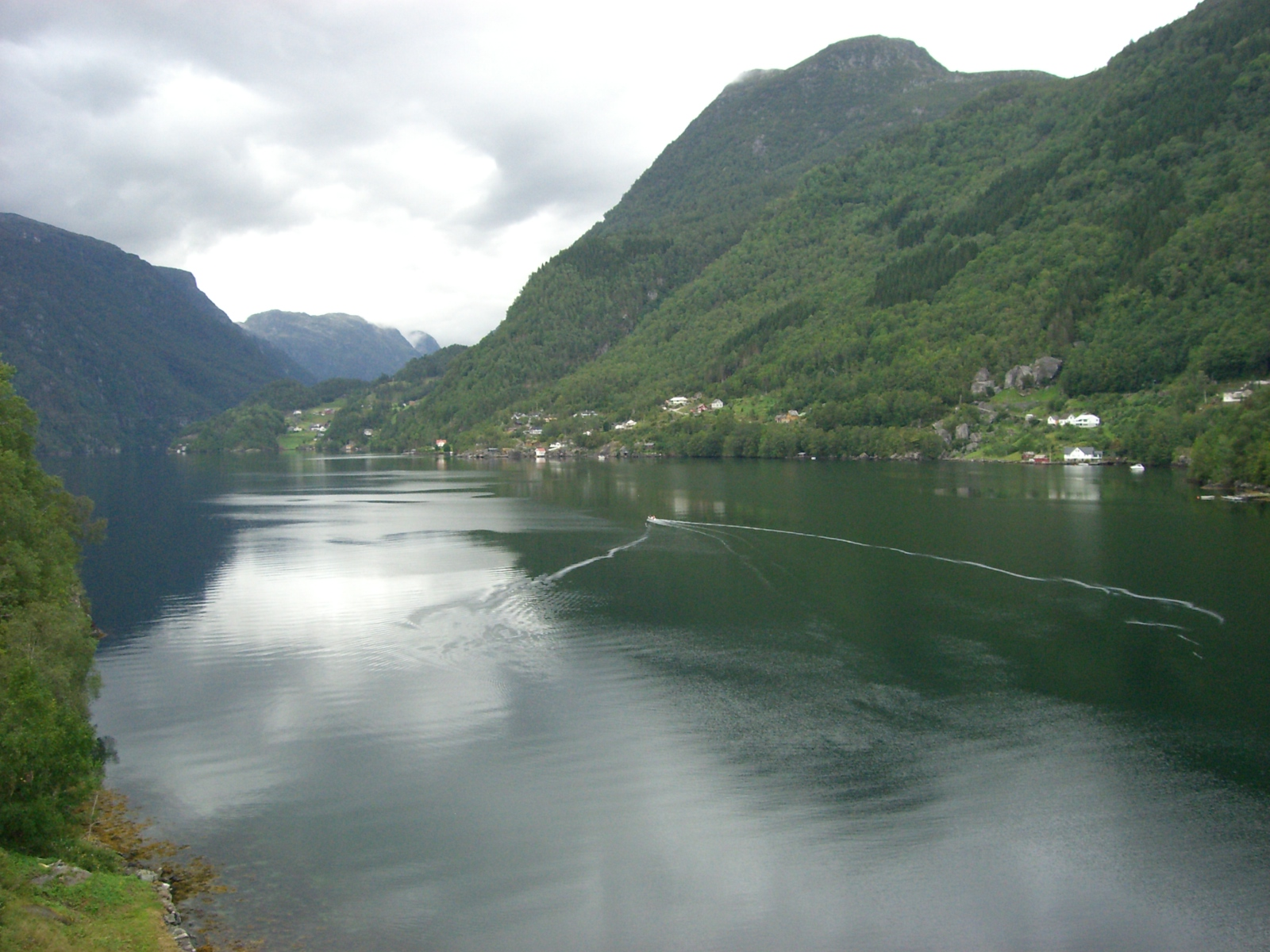
Blick vom Westufer

Der Fyksesund ist ein Fjordarm des Hardangerfjords in der norwegischen Kommune Kvam in der Provinz Vestland.
Er erreicht eine Tiefe von etwa 160 Metern und ist ungefähr 10 Kilometer lang, bei einer Breite von bis zu etwa 750 Metern. Der Fjord mündet an seinem südlichen Ende in den Hardangerfjord. In den Fyksesund fließen diverse Gebirgsbäche der Umgebung. Am nördlichen Ende mündet der Botnaelva ein. Auf der Westseite fließen die Bäche Kaldrassen und Fossabekken, von Osten Skoroelva und Kastdalselvi in den Fyksesund. Nahe der Mündung in den Hardangerfjord liegt im Fjord die Insel Rossholmen. Etwa nach Ende der ersten Hälfte des Fjords engt sich der Fyksesund im Mjåsund auf bis zu 250 Meter ein.
An den Ufern des Fjords befinden sich nur kleinere Dörfer und Ansiedlungen mit insgesamt etwa 400 Einwohnern. Am Nordende liegt Botnen, am Westufer Soldal, Flotve, Rykkje, Porsmyr und am Ostufer Bjørke, Klyve, Fykse sowie nahe der Mündung in den Hardangerfjord Steinstø. Bei Fykse überquert der Fylkesvei 7 über die Fyksesundbrücke den Fjord.
Der Bereich des Fyksesunds gehört zum 2007 gegründeten Fyksesund Landschaftspark.